# Coutarea diervilloides
Coutarea diervilloides là một loài thực vật có hoa trong họ Thiến thảo. Loài này được Planch. & Linden mô tả khoa học đầu tiên năm 1854.